# Batalla de Bouvines
La batalla de Bouvines se libró cerca de Bouvines (Francia), el domingo 27 de julio de 1214 entre una fuerza aliada compuesta por tropas del conde de Flandes, el conde de Boulogne, el rey de Inglaterra Juan sin Tierra —quien no estuvo presente, pues aún estaba en La Rochelle tras haber sido derrotado en la batalla de la Roche-aux-Moines— y Otón IV de Brunswick, el emperador germánico, contra Felipe Augusto de Francia.
La batalla puso fin a la guerra anglo-francesa de 1202-1214 y, entre sus resultados directos, dio más fuerza a la rebelión de los barones ingleses contra Juan, culminándose pocos meses después en la firma de la Magna Carta. Por otra parte, fue determinante en la consolidación de la dinastía Capeta de Francia como una fuerza política y militar dominante en Europa durante los cien años siguientes.

## Antecedentes
En su empeño por recuperar las tierras que había perdido en Normandia y Anjou, y no pudiendo contar con el apoyo de los barones ingleses, Juan tuvo que aliarse con Otón IV, el emperador del Sacro Imperio Romano Germánico, y los condes de Flandes y de Boulogne.
El emperador Otón IV tenía un asunto pendiente con el rey de Francia, que había apoyado a su rival, Federico Hohenstaufen, rey de Sicilia. Como si se tratara de un duelo, Felipe Augusto aceptó el desafío. Se enfrentaba por tanto a Otón IV, que dirigía las tropas alemanas, mientras que las inglesas y flamencas estaban a las órdenes respectivas de Guillermo de Salisbury y Fernando de Portugal. En conjunto formaban un inmenso[cita requerida] ejército de 1500 caballeros, 4000 hombres a caballo y 20 000 infantes. El rey de Francia presentó batalla con 2000 caballeros, 5000 jinetes de caballería ligera y 15 000 infantes.
El 2 de julio, el príncipe Luis el León (futuro Luis VIII), hijo de Felipe Augusto y príncipe heredero de Francia, a la cabeza de sus caballeros, había infligido una gran derrota a las tropas inglesas de Salisbury en la batalla de la Roche-aux-Moines, Poitou, el segundo frente de ataque de la coalición. El 20 de julio, el rey de Francia se encontraba en Péronne. El 23, tomó la decisión de pasar a la ofensiva y el 26 ocupó Tournai, donde se enteró de la presencia de Otón en Valenciennes. Eso suponía correr el riesgo de encontrar cortado el camino hacia París; de hecho, se intentó que así fuera. El 27 por la mañana, Felipe Augusto se dirigió hacia el suroeste, a Bouvines, en la llanura del Cambréis, que presentaba un terreno más favorable para desplegar su caballería. Otón se lanzó en su persecución con la intención de atacarlo cuando sus tropas estuviesen a uno y otro lado del puente de Bouvines, que cruza el río Marque. Pero había un traidor en sus filas: el duque de Brabante.[cita requerida] Éste hizo que se advirtiera al rey de Francia del plan de su adversario. El rey envió entonces a sus ingenieros para que agrandaran el puente y sus tropas pudieran acelerar el paso.
Cuando las tropas de Otón estuvieron a la vista, el contingente principal de caballería todavía se encontraba al otro lado del río y el tiempo apremiaba. El rey de Francia dispuso entonces su ejército en la orilla del río, y Otón hizo lo propio con el suyo, en una línea paralela y frente a la del enemigo. Los franceses fueron los primeros en atacar y sorprendieron a la coalición en el momento de su despliegue, con la intención de atraparlos en una tenaza. Los 300 sargentos a caballo del obispo de Senlis rompieron la unidad de la línea enemiga. Les siguieron los caballeros de Champagne, que atacaron desde atrás. En ese momento, el principal cuerpo de combate de Otón se lanzó contra los franceses, entre los que se encontraba el Rey.
Ante el avance adversario, los franceses, en inferioridad numérica, fueron cediendo terreno. Las primeras líneas de infantería se deshicieron y una gran parte de la caballería francesa se vio obligada a retroceder. Felipe Augusto intentó reaccionar iniciando un contraataque, pero de repente se encontró solo y rodeado de enemigos. Un hombre armado con una podadera, cuyo garfio lo prendió por la armadura, lo descabalgó. Pero el rey volvió a ponerse en pie y un caballero le ofreció su caballo. En el campo de batalla reinaba la confusión. Empezó a anochecer y el cansancio comenzó a hacer mella en el bando francés. En aquel momento, Guillaume des Barres se lanzó con sus caballeros con la intención de apresar a Otón. Casi estaba a punto de conseguirlo, cuando le mataron a su caballo. Otón emprendió la huida hacia Valenciennes, abandonando su bandera y a sus tropas, lo que otorgó la victoria a los franceses.
El conde de Flandes, el conde de Holanda, Guillermo I y Guillermo de Salisbury cayeron prisioneros.
El rey de Francia había corrido un gran riesgo al aceptar aquel desafío, pero con la victoria ponía fin a la coalición. Bouvines se consideró un auténtico juicio de Dios, un duelo entre “buenos” y “malos”, al que se llamó el “juicio de Salomón”.

## Consecuencias
Según Jean Favier, Bouvines es "una de las batallas decisivas y simbólicas de la historia de Francia". Para Philippe Contamine, "la batalla de Bouvines tuvo, a la vez, importantes consecuencias y una gran repercusión". Otón perdió su corona y el Sacro Imperio Romano Germánico quedó en manos de Federico II, entonces Rey de Romanos, nombrado en 1211, 1212 y ratificado en 1215 (cuando Otón IV fuera depuesto del imperio y asesinado en sus dominios de Brondwich en 1218), coronado emperador en 1220 por el Papa Honorio III. Fernando de Portugal, conde de Flandes pasó quince años en la prisión del Louvre. Desposeído de Normandía, Maine, Anjou, Touraine y de Bretaña desde 1206, Juan sin Tierra cesó sus hostilidades y reinó en Inglaterra, para lo que se vio obligado a conceder a sus barones la Carta Magna (1215). Por parte francesa, la dinastía capetiana resultó reforzada, mientras que las recientes adquisiciones de Felipe Augusto (hurtadas a Juan sin Tierra) se consolidaron. El retorno de Felipe Augusto a París fue triunfal. Estas celebraciones fueron aprovechadas por la monarquía, con gran abuso, para hacer una de las primeras manifestaciones de la unidad nacional. Después de Bouvines, la paz duró en Francia hasta 1337. Fue la "gran paz del siglo XIII".
Según John France, catedrático emérito de historia medieval de la Universidad de Swansea: «Sin Bouvines no hay Magna Carta, y todo el Derecho británico y estadounidense que proviene de allí. Es un campo de batalla fangoso, y los ejércitos son pequeños pero todo depende de esa lucha. Es uno de los momentos cumbres de la historia europea». Por otra parte, el  historiador francés Ernest Lavisse afirma que «Las dos naciones emprendieron caminos distintos: Inglaterra hacia la libertad; Francia hacia el absolutismo».
Al día siguiente de esta batalla, Felipe Augusto fundó la abadía de la Victoria, que fue anexionada a los dominios del obispo de Senlis en 1486.